# Järnpojke
Järnpojke (el noi de ferro) és l'escultura pública més petita que hi ha a Suècia. És al Bollhustäppan, en ple centre històric d'Estocolm. Anomenat Pojke som Titta på Manen (noi mirant a la lluna) o Järnpojke (Noi de ferro), aquesta diminuta estàtua va ser esculpida per l'artista Liss Eriksson el 1954, encara que va ser inaugurat el 1967. És molt típic que els turistes que es troben amb el Järnpojke vagin deixant monedes per rendir-li culte, ja que s'explica que pot atraure la fertilitat. Tot i això, hi ha una església propera que s'encarrega de retirar les monedes i d'evitar que es propagui aquest culte pagà. A més a més la gent de la ciutat tracta l'escultura amb extrema tendresa. A l'hivern és fàcil trobar-lo vestit amb bufandes i barrets teixits pels ciutadans.

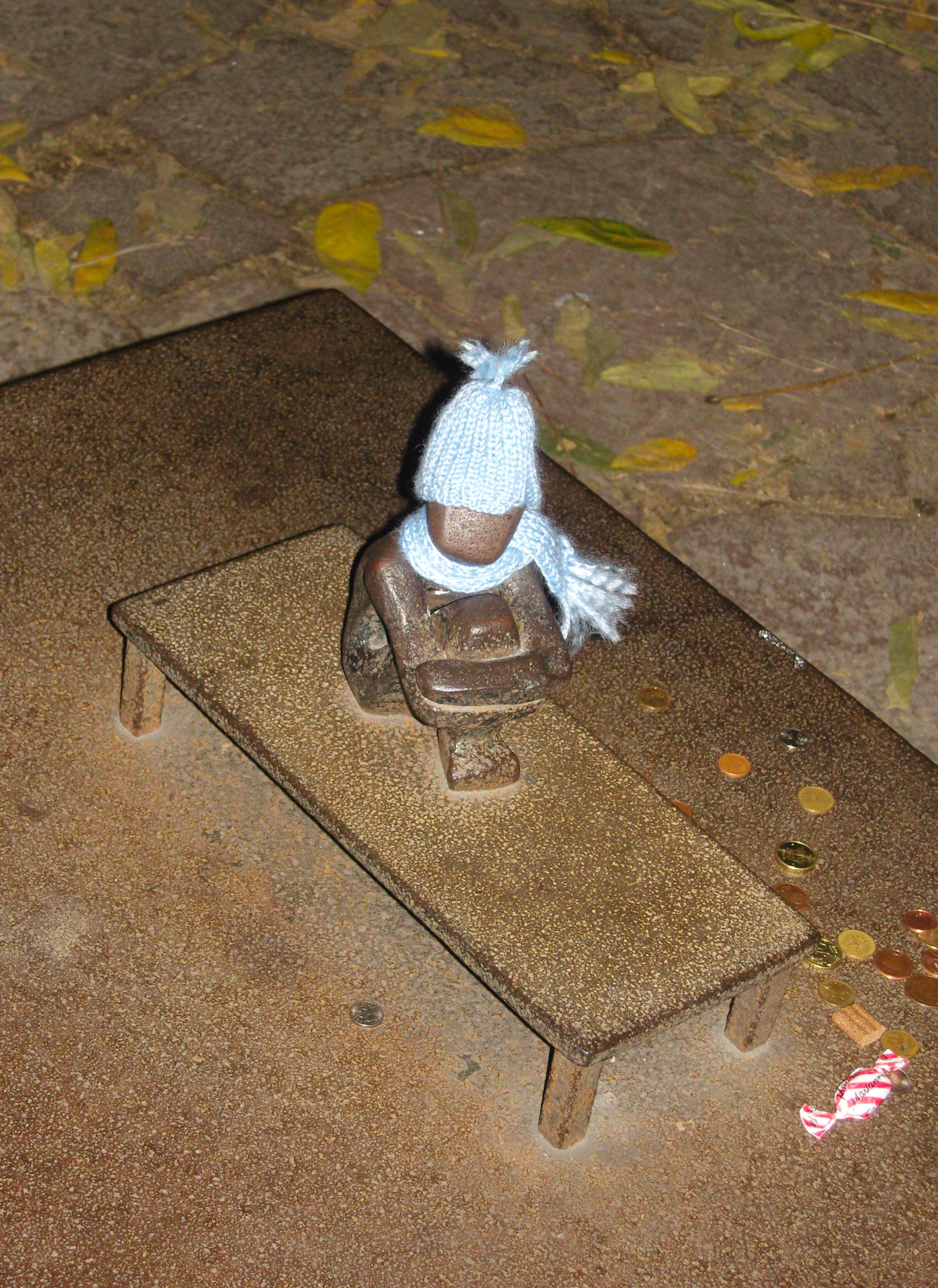
Järnpojke amb bufanda i barret pel fred